# Verim
Verim ist ein Ort und eine ehemalige Gemeinde (Freguesia) im Norden Portugals.

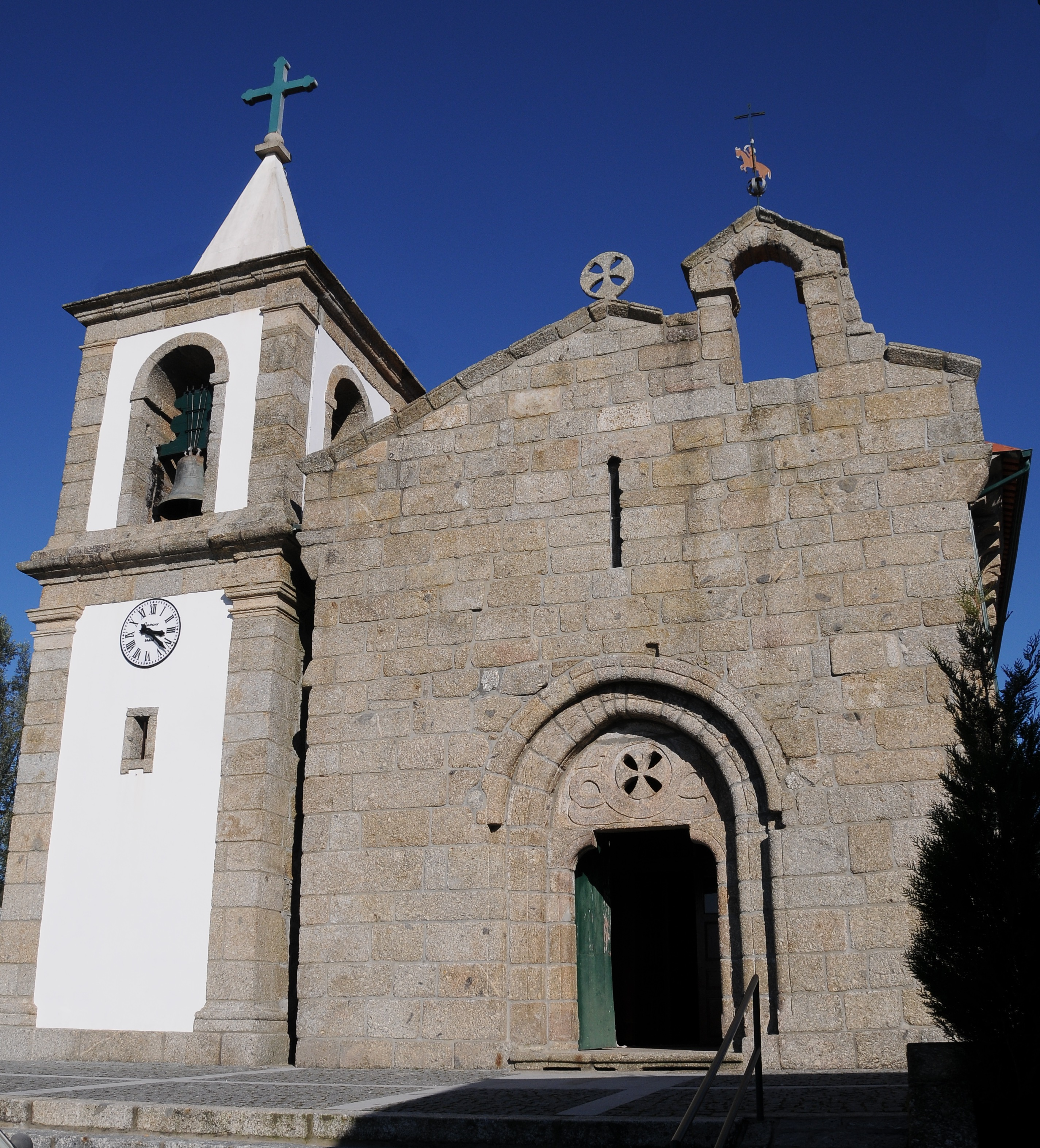
Romanische Kirche von Verim

Sie gehört zum Kreis Póvoa de Lanhoso im Distrikt Braga. Die Gemeinde hatte eine Fläche von 2,7 km² und 353 Einwohner (Stand 30. Juni 2011).
Am 29. September 2013 wurden die Gemeinden Verim, Friande und Ajude zur neuen Gemeinde União das Freguesias de Verim, Friande e Ajude zusammengeschlossen. Verim ist Sitz dieser neu gebildeten Gemeinde.